# Kiran Klaus Patel
Kiran Klaus Patel (Villingen, 3 oktober 1971) is een Duits-Brits historicus.
Patel is sinds 2011 hoogleraar aan de Universiteit Maastricht en sinds 2019 hoogleraar Europese geschiedenis aan de Ludwig Maximilians-Universiteit. Daarvoor was hij hoogleraar aan het Europees Universitair Instituut in Florence (2007-2011), en universitair docent aan de Humboldtuniversiteit in Berlijn. Daarnaast was hij was onder meer visiting fellow/professor aan de École des hautes études en sciences sociales in Parijs, de Vrije Universiteit Berlijn, de Universiteit van Freiburg, de Harvard-universiteit, de Universiteit van Oxford en de London School of Economics.
Sinds 2019 is Patel buitenlands lid van de Koninklijke Nederlandse Akademie van Wetenschappen, sinds 2020 lid van de Historische Kommission bei der Bayerischen Akademie der Wissenschaften en sinds 2021 lid van de  Akademie der Wissenschaften und der Literatur in Mainz.
Zijn onderzoek naar Europese, Amerikaanse en wereldwijde geschiedenis heeft veel respons gekregen; het is gepubliceerd in verschillende talen en is bekroond met verschillende prijzen.
Sinds 2022 is hij directeur van de Joint Research Group "Universalism and Particularism in Contemporary European History", samen met Martin Schulze Wessel en Andreas Wirsching. In 2023 kreeg Patel de ERC Advanced Grant voor onderzoek naar het hiernamaals van voormalige internationale organisaties.